# Schloss Slangenburg

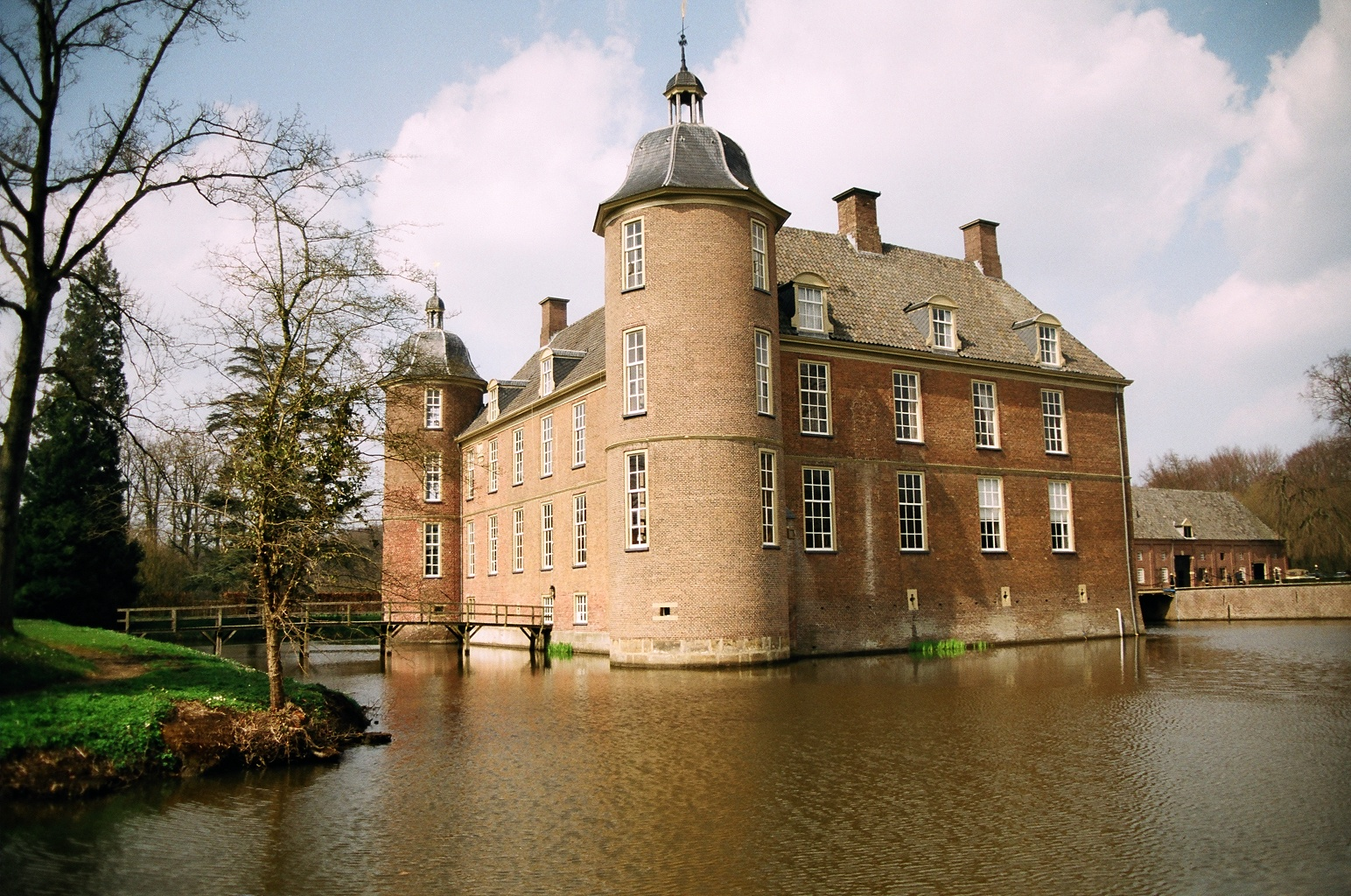
Schloss Slangenburg

Das Schloss Slangenburg, auch Slangenburgh genannt, ist ein Schloss mit einem Landgut in der niederländischen Gemeinde Doetinchem in der Provinz Gelderland, etwa vier Kilometer von der Stadt Doetinchem entfernt. Auf dem fast 600 ha großen Landgut zwischen Doetinchem und Westendorp befindet sich auch die Abtei St. Willibrord des Benediktinerordens. Die Slangenburg ist in der Liste der Top 100 des niederländischen Amtes für Denkmäler und historische Bauwerke von 1990 aufgeführt.

## Schloss
Slangenburg wurde erstmals 1354 als Besitz von Maes (Thomas) van Baer erwähnt. Im Jahr 1585 wurde es von den Truppen der Generalstaaten zerstört und konnte erst während des Zwölfjährigen Waffenstillstands wieder aufgebaut werden, und im 17. Jahrhundert ging das Schloss in den Besitz des Generals Frederik Johan van Baer (1645–1713) über, der es zu Wohnzwecken wieder aufbaute. Im 18. Jahrhundert gelangte es in den Besitz der Familie Steengracht, 1781 ging es an die Familie Van der Goltz über, die es bis 1863 verwaltete, bevor die Erben von Van der Goltz es 1895 verkauften.
Die letzten privaten Eigentümer, seit 1895 die Familie Passmann (Hermann Paßmann), war eine deutsche Unternehmerfamilie. Der Holzhändler und Großindustrielle, Kommerzienrad Arnold Passmann aus Duisburg-Ruhrort hatte das Anwesen bei einer Auktion erworben. Die Mitglieder dieser Familie sind auf dem Privatfriedhof hinter dem Parkplatz begraben. Nach dem Krieg wurden alle deutschen Besitztümer beschlagnahmt, und so gingen das Schloss und die Gebäude innerhalb des äußeren Grabens in den Besitz des niederländischen Staates über und gehörten somit zum Bestand des Staatlichen Bauamtes. Die Burg und die Gebäude innerhalb des äußeren Burggrabens wurden am 15. Januar 2016 zusammen mit 28 anderen Denkmälern an die Nationale Denkmalbehörde übertragen. Der Grund für die Übertragung ist, dass das Objekt keine Funktion für den Staat hat, aber aufgrund seines Denkmalwerts ordnungsgemäß verwaltet und erhalten werden sollte. Das Schloss wird als unabhängiges Gästehaus genutzt.

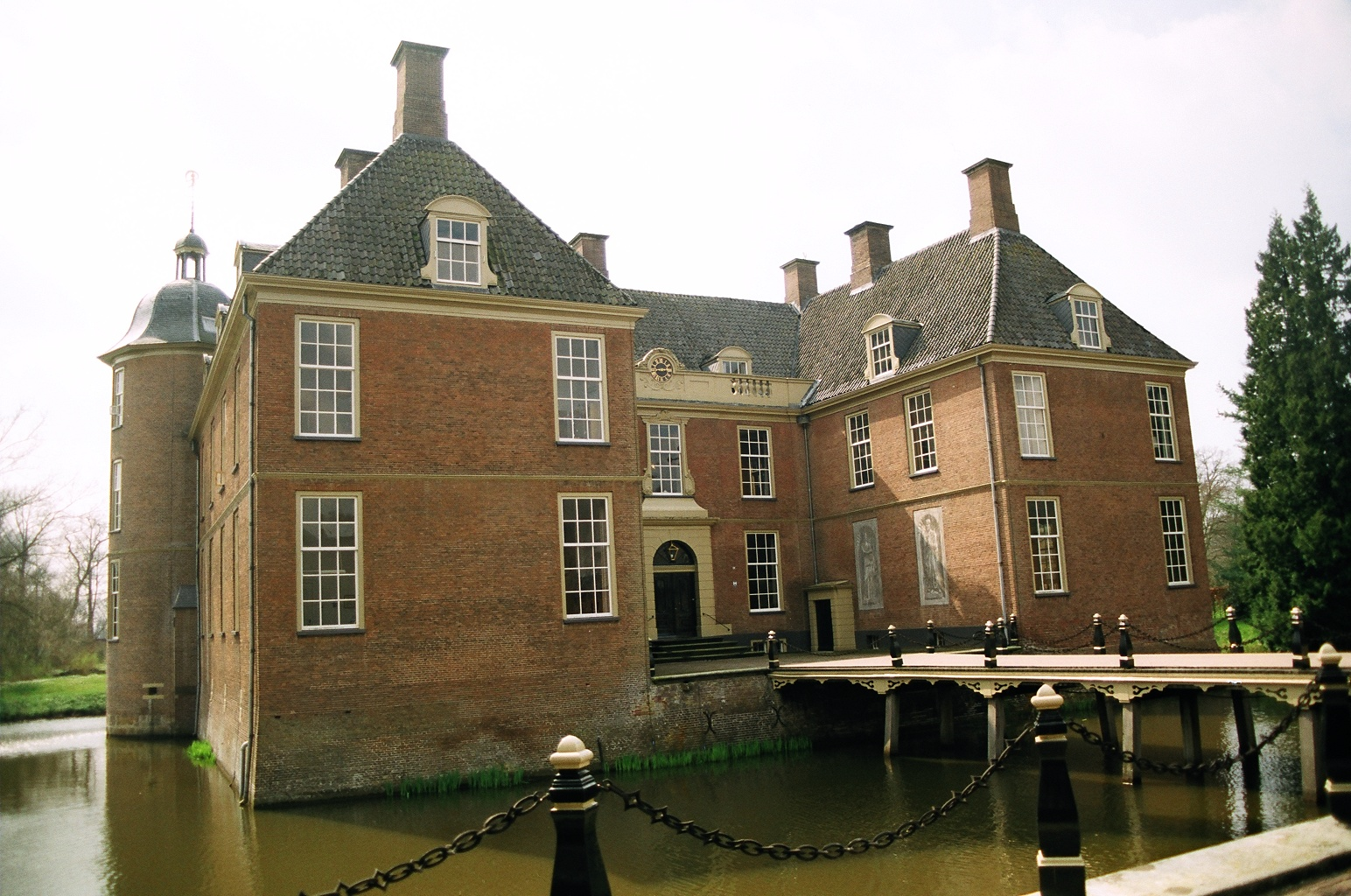
Eingang zum Schloss
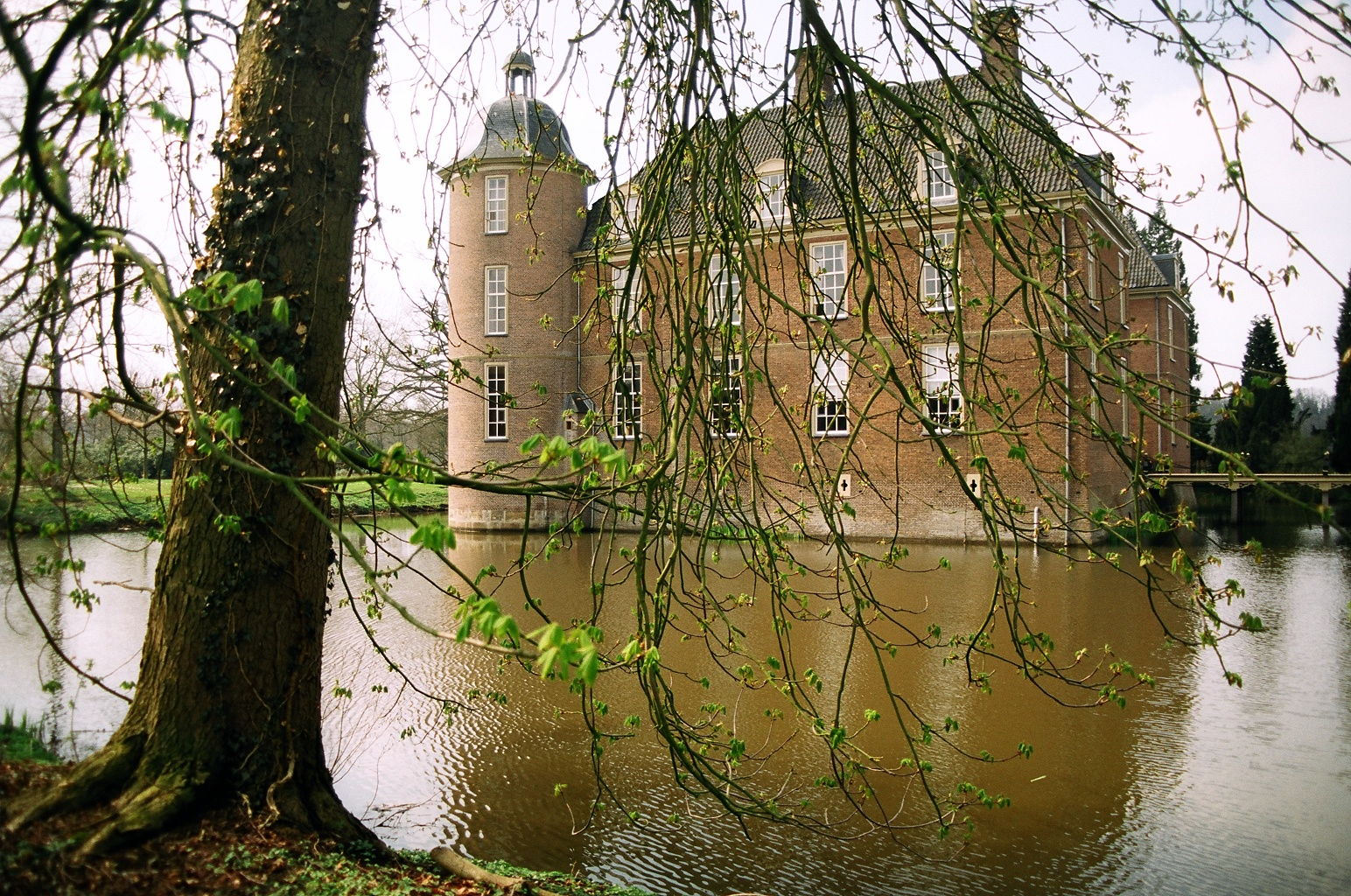
Seitenansicht des Schlosses
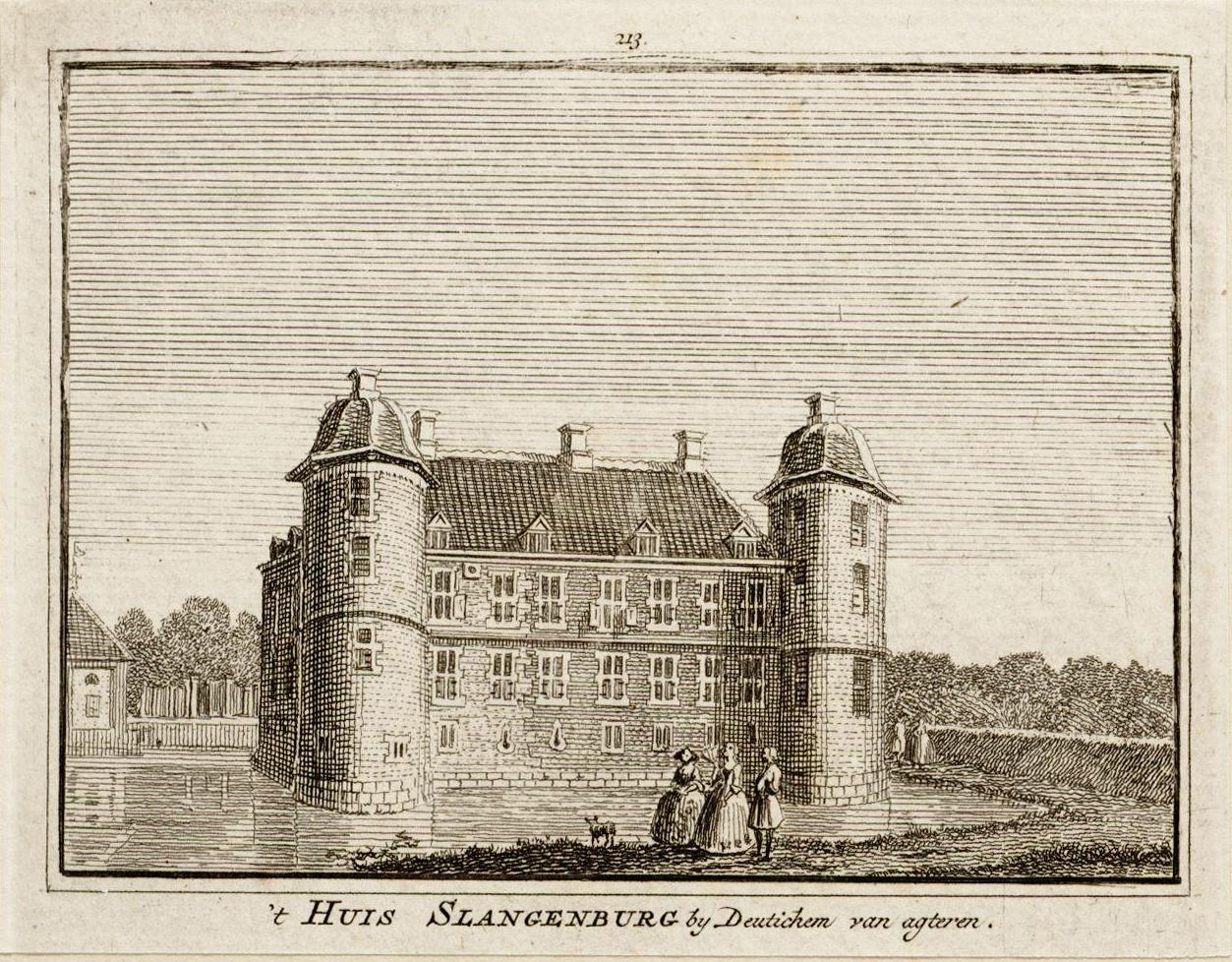
Schloss Slangenburg auf einem alten Stich
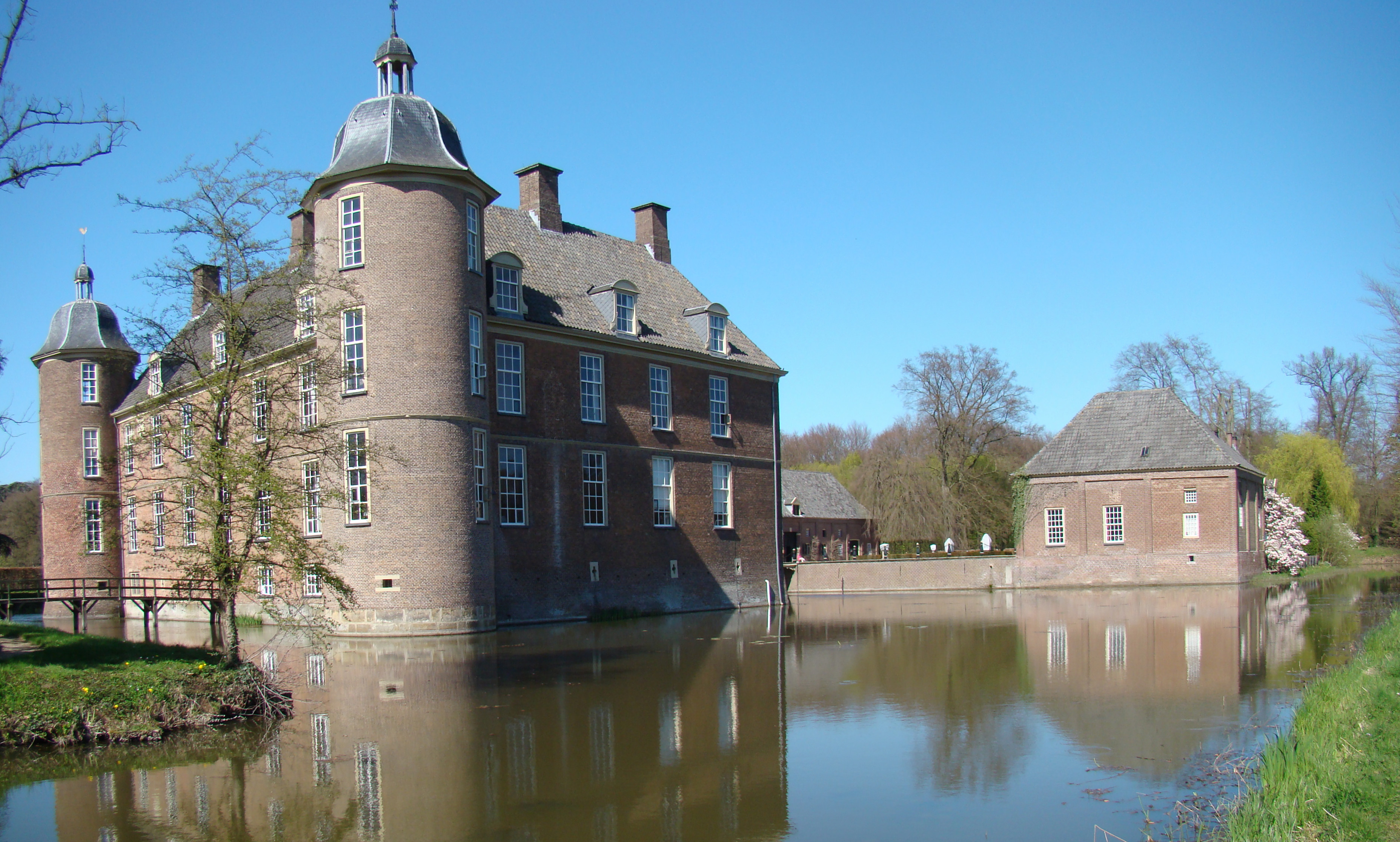
Schloss Slangenburg
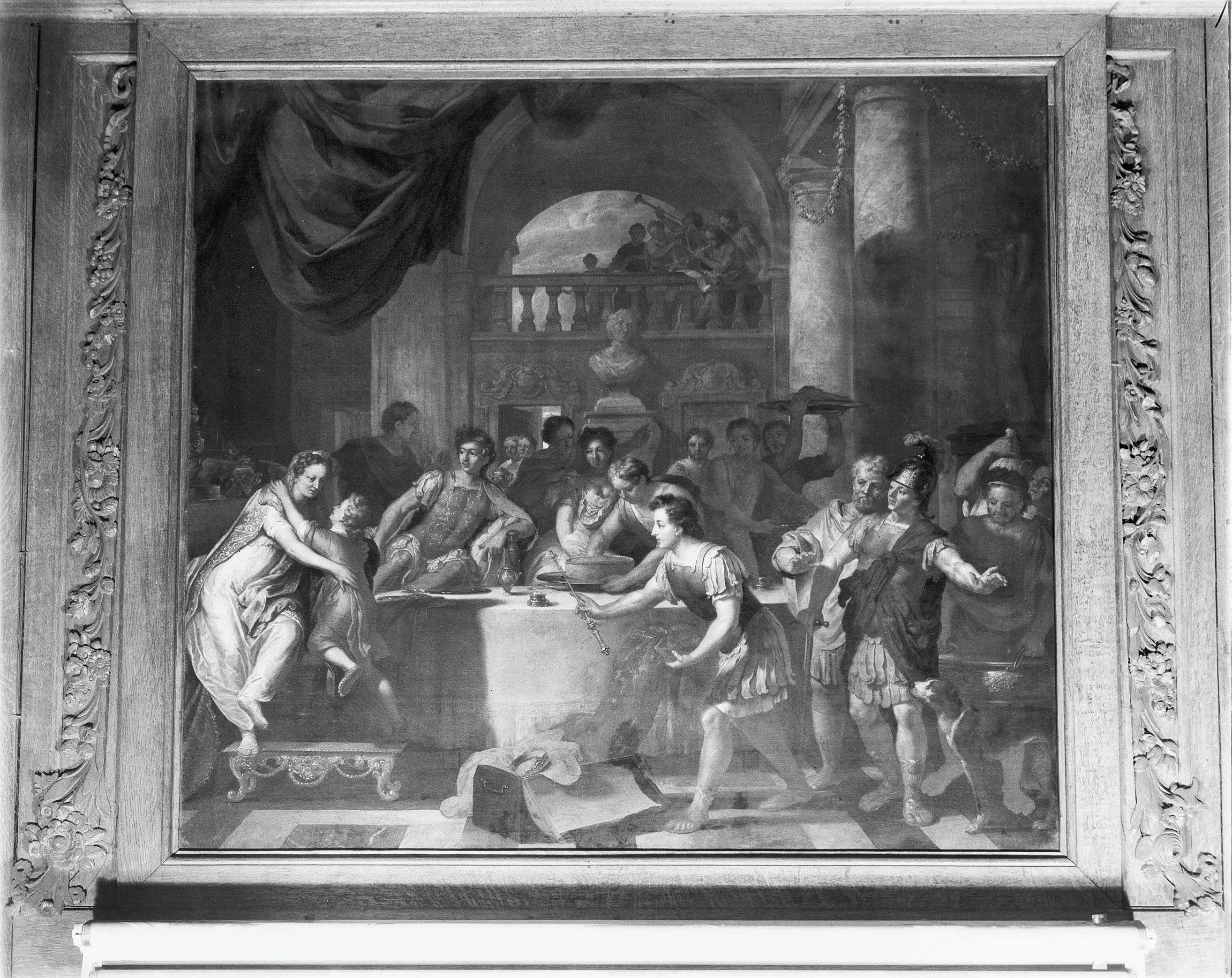
Dido empfängt Aeneas und seine Griechen, Gemälde von Gerard Hoet im Didosaal

## Landgut
Das Landgut Slangenburg wird von der Staatlichen Forstverwaltung Staatsbosbeheer verwaltet. Das Anwesen und die Klosterkapelle sind für die Öffentlichkeit zugänglich. Das jahrhundertealte Wegesystem des Anwesens hat die Form eines Trapezes. Nach dem Zweiten Weltkrieg wurde das Anwesen als deutsches Eigentum beschlagnahmt.
Die zentrale Achse und Auffahrt des Wegesystems ist eineinhalb Kilometer lang. Auf beiden Seiten befinden sich zwei Teiche. Der Park wurde von Frederik Johan van Baer angelegt. Auf dem Gelände befinden sich das Schloss und die Benediktinerabtei an der Ostseite des Geländes.
Östlich des Wildparks befindet sich ein Friedhof, der unter Denkmalschutz steht. Es handelt sich um einen quadratischen, ummauerten und geschlossenen Friedhof. In der Mauer befindet sich ein italienischer Zaun aus dem frühen 18. Jahrhundert.
Es gibt fünf Eigentümer und Verwalter des Landguts: die Gemeinde Doetinchem, die Stiftung Monumentenbesitz (Eigentümerin des Schlosses), die Stiftung Gästehaus De Slangenburg, das Kloster St. Willibrord und die Staatliche Forstverwaltung. Die Zukunft des Landguts ist unter den beteiligten Eigentümern umstritten (Stand 2017).

## Friedhof

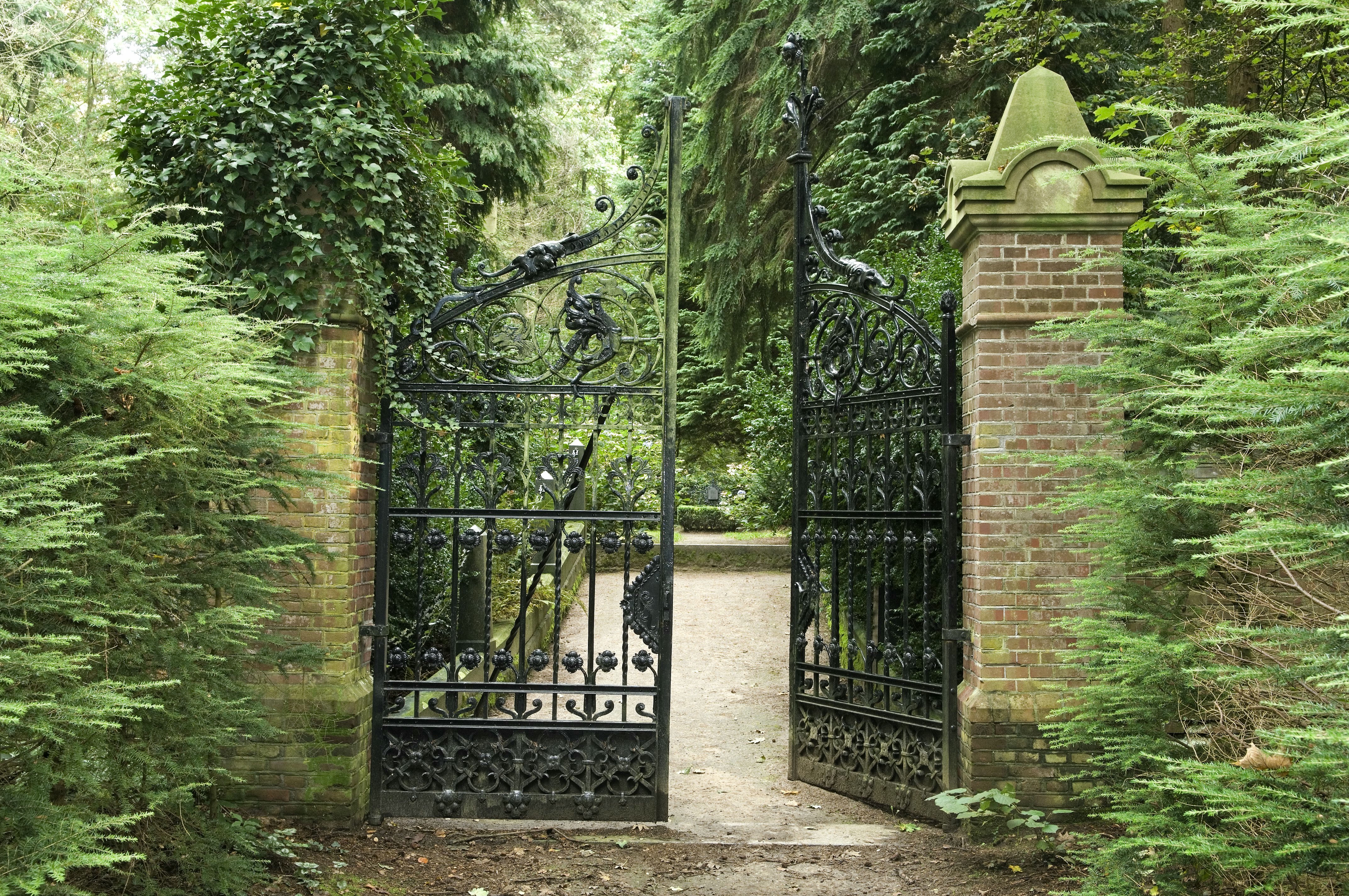
Zugang zum Friedhof

Angrenzend an das Landgut befindet sich der gleichnamige kommunale Friedhof von Slangenburg am Nutselaer, der aus einem normalen Friedhof, einem Krematorium und einem Naturfriedhof besteht.
Seit 2010 führt der Fernwanderweg Pieterpad (LAW 9) über Slangenburg (Etappe Zelhem - Braamt).